# 瓦瓦卡 (印第安納州)
瓦瓦卡（英語：Wawaka）是位於美國印地安納州諾布爾縣的一個非建制地區。

## 地理
瓦瓦卡所處的海拔為高於海平面274米（即899英呎），而該地所採用的時區為UTC-5，即北美東部時區（EST）。同時該地設有夏令時間，為UTC-5調快一小時，即UTC-4（EDT）。

## 歷史
瓦瓦卡於1857年成立，得名自印第安語的「大蒼鷺」。於該地的郵政局自1857年起開始啟用，至於仍然繼續運作。